# Borderlands
Borderlands (букв. «Пограничье») — компьютерная игра в жанре фантастического шутера от первого лица/ролевой игры, которую разработала компания Gearbox Software для платформ Windows, PlayStation 3, Xbox 360. Об игре было объявлено в сентябре 2007 года в журнале Game Informer. Игра выпущена в октябре 2009 года. Русская локализация была выпущена почти через полгода — в марте 2010 года. В 2012 году вышло продолжение — Borderlands 2. Релиз для PlayStation 4 и Xbox One состоялся 3 апреля 2019 года. Также, Borderlands в составе Borderlands Legendary Collection вышла 29 мая 2020 года на Nintendo Switch.

## История разработки
Разработка игры была начата Gearbox Software в апреле 2005 года. На тот момент компания руководствовалась идеей о слиянии игровых элементов из Halo: Combat Evolved и серии игр Diablo. Помимо этого, сеттинг игры создавался под впечатлением от серии фильмов Безумный Макс. Через полгода, вместе с увеличением штата сотрудников, была начата активная фаза создания проекта. По прошествии двух лет, игра была впервые продемонстрирована на Games Convention. Первоначально она была выполнена в реалистичной стилистике, впоследствии от которой было решено отказаться из-за сходства с Fallout 3 и Rage, а также из-за её несоответствия геймплею. По инициативе креативного директора компании, Брайана Мартела, с октября 2008 года по начало 2009 года графика игры была переработана с помощью технологии сел-шейдинга. При этом, её прежний дизайн был частично сохранён.

## Сюжет
В далёком будущем несколько кораблей колонизаторов отправились на Пандору, планету на краю галактики. Колонисты изображены людьми, находящимися в поиске лучшей жизни, а также обширных залежей минеральных ресурсов, которые должны быть на планете и которые может взять каждый — своего рода футуристическая золотая лихорадка. Спустя некоторое время после обоснования на планете колонисты обнаруживают, что там нет практически ничего, кроме нескольких старых инопланетных развалин. Те, у кого были деньги, улетели, а оставшееся население погрузилось в хаос и беззаконие. Некоторые поселенцы стремятся быстро разбогатеть, найдя технологии инопланетян. Большинство других просто пытается выжить. Через семь земных лет на планете, двигающейся по своей медленной орбите, весна начинает сменять зиму, и множество ужасных тварей пробуждается от спячки.
Луч надежды для оставшихся колонистов забрезжил, когда в предгорье было обнаружено таинственное Хранилище (The Vault). Говорили, что в хранилище находится множество технологий и тайн инопланетян. Единственная проблема заключалась в том, что люди, которые обнаружили хранилище, были полностью уничтожены какой-то защищающей силой. Единственным подтверждением их открытия была прервавшаяся радиопередача, в которой говорилось о величии хранилища, но не о его расположении.

## Игровой процесс
Игра Borderlands является шутером от первого лица, содержащим возможность развития игрового персонажа, инвентарь и прочие элементы, взятые из RPG, тем самым позволяя Gearbox назвать её «role playing shooter». Геймплей и принципы построения квестов — традиционны для современных MMORPG.
На старте игрок выбирает одного из 4 персонажей игры, имеющих свои уникальные навыки и способности.
После выбора персонаж начинает получать задания от неигровых персонажей, выполняя которые, он получает деньги, опыт и предметы. Благодаря росту опыта игроки получают рост уровня персонажа, дающий возможность развивать и открывать новые способности в дереве навыков, которое показывает три различных специализации для данного персонажа. Например, Охотник может стать специалистом в стрельбе из укрытия, использовании револьверов или применении его любимой птицы Кровокрыла (англ. Bloodwing) для помощи в убийствах и сборе предметов. Игроки могут распределить пункты среди любой из специализаций и могут также потратить небольшое количество игровых денег, чтобы перераспределить пункты навыка.
Каждый персонаж начинает игру с двумя слотами под оружие и 12 слотами под предметы в инвентаре (оружие, энергетические щиты, аптечки), но позже сможет получить до четырёх слотов для оружия и до 42 слотов инвентаря. Существуют слоты для энергетического щита, модификатора гранат и классового модуля. Боеприпасы не занимают отдельные слоты, но количество их ограничено, что поправимо модулями SDU (Storage Deck Upgrade), которые можно покупать в торговых автоматах. Поначалу игрок может носить с собой мало предметов (2 оружия в инвентаре), но модули расширения инвентаря позволят носить гораздо больше вещей. Данные модули можно получить, починив попадающихся в определённых местах сломанных роботов Железяк (англ. Claptraps).
Одна из главных особенностей Borderlands — произведённое в огромных количествах оружие и предметы, созданные или найденные у поверженных противников, купленные у продавцов в игре. Игра использует процедурную генерацию для создания оружия и предметов, которые могут изменить их огневую мощь, скорострельность и точность, добавить эффекты, такие возможности как поджог противника или восстановление боеприпасов игрока. Эта система также используется, чтобы создать особенные разновидности врагов, с которыми может столкнуться игрок.
В игру можно играть как одному, так и до двух игроков, играющих кооперативно через разделённый экран на игровых приставках, и до четырёх игроков, играющих кооперативно в игре через сети. Игра следит за продвижением игрока, вознаграждая его и других активных игроков. Игроки могут принять участие в поединках один на один, чтобы выиграть небольшую сумму денег, или могут посетить арены в мире игры, чтобы участвовать в битве 2 на 2.
Borderlands известна благодаря своему особенному графическому стилю, выраженному в смешении графики на движке Unreal Engine 3 и элементов технологии cell-shading, таких как прорисовка контуров.

### Генерация экипировки
Основных видов оружия и экипировки насчитывается порядка 2 тыс. экземпляров, но система генерации параметров фактически даёт около 17,75 млн различных модификаций оружия и более чем 500 тыс. модификаций экипировки. Различия модификаций не так хаотичны, какими кажутся — за диапазоны вариаций параметров отвечают «фирмы-производители», которых в игре 11 штук.

## Загружаемые дополнения

### The Zombie Island of Dr. Ned
| Сводный рейтинг | Сводный рейтинг | Сводный рейтинг |
| Издание         | Оценка          | Оценка          |
| Издание         | PS3             | Xbox 360        |
| --------------- | --------------- | --------------- |
| GameRankings    | 84,00 %         | 82,20 %         |

The Zombie Island of Dr. Ned — первое загружаемое дополнение для игры Borderlands. Включает в себя новые задания, предметы и врагов — Верскагов (WereSkags — по аналогии с Вервольфами) и различных зомби. Сюжет завязывается в местности под названием «Бухта Джейкобса». Доктор Нед (Dr.Ned) нёс ответственность за жизни рабочих бухты, но превратил их в зомби. По сюжету необходимо найти предыдущих посетителей бухты и самого доктора Неда, после того как Корпорация Джейкобс заподозрила неладное в его работе. Игровое пространство включает в себя большую карту открытой местности с несколькими картами-ответвлениями от главной (например, тёмная заброшенная версия карты Old Haven из оригинального Borderlands). Дополнение было выпущено для Xbox 360 и PlayStation3 24 ноября 2009. Версия для ПК была выпущена через Steam 9 декабря 2009.

### Mad Moxxi’s Underdome Riot
| Сводный рейтинг | Сводный рейтинг |
| Агрегатор       | Оценка          |
| --------------- | --------------- |
| GameRankings    | 66,03 %         |

Mad Moxxi’s Underdome Riot — второе загружаемое дополнение. Оно включает в себя 3 новые арены и «банк» для предметов игрока. Сюжет дополнения в том, что Безумная Мокси (Mad Moxxi), помешавшись на поисках четвёртого мужа, начала создавать арены для битв, чтобы через них найти себе достоиного кандидата. Игроки сражаются на аренах с несколькими врагами из игры, включая боссов. Были добавлены новые режимы игры, вроде битвы при низкой гравитации, восстановление здоровья противников и битва без щитов. Каждый бой состоит из пяти раундов по пять «волн»: Starter Wave (смешанная волна с обычными противниками), Gun Wave (волна с противниками, использующими огнестрельное оружие и хорошие навыки стрельбы), Horde Wave (волна с противниками, использующими только оружие ближнего боя), Badass Wave (волна с тяжеловооружёнными противниками), Boss Wave (волна со случайным Боссом и его поддержкой). По мере увеличения числа пройденных раундов добавляются режимы изменения игры, вплоть до пяти мутаторов, действующих одновременно. По прохождении первых трёх арен открывается следующий уровень сложности — те же самые арены, но состоящие из двадцати раундов. Добавлены два дополнительных задания, за каждое из которых можно получить по одному дополнительному очку умений. Выпущено 29 декабря 2009 для Xbox 360 и 7 января 2010 для Playstation 3 и ПК.

### The Secret Armory of General Knoxx
| Сводный рейтинг | Сводный рейтинг | Сводный рейтинг |
| Издание         | Оценка          | Оценка          |
| Издание         | PS3             | Xbox 360        |
| --------------- | --------------- | --------------- |
| GameRankings    | 87,40 %         | 87,33 %         |

The Secret Armory of General Knoxx — третье загружаемое дополнение. Новое дополнение несёт в себе историю о генерале Ноксе и его секретной оружейной, в которой спрятаны самые лучшие экземпляры оружия на Пандоре. По сравнению с предыдущими дополнениями продолжительность The Secret Armory of General Knoxx выросла вдвое. Максимальный уровень повысился до 61-го. Добавлен новый босс — Кромеракс Непобедимый (Crawmerax The Invicible). Также в игру были добавлены 3 вида транспорта:
- Racer — слегка изменённая версия автомобиля с ракетной установкой из оригинала, но обладающая большей скоростью и манёвренностью;
- Monster — грузовой автомобиль, оснащённый установкой с самонаводящимися ракетами.
- Lancer — своеобразный «танк». Стреляет как из стандартных пулемётов, так и из энергопушки. Особенность этого автомобиля в том, что он оснащён 4 местами для персонала: первый — водитель, второй — наводчик энергопушки, третий бьёт вокруг машины локальным взрывом, а четвёртый — минёр, который может заминировать дорогу противнику.

Дополнение выпущено 29 января 2010 года на PC, Xbox360 и PlayStation 3.

### Claptrap’s New Robot Revolution
| Сводный рейтинг | Сводный рейтинг |
| Агрегатор       | Оценка          |
| --------------- | --------------- |
| GameRankings    | 73,45 %         |

Claptrap’s New Robot Revolution — четвёpтое и последнее (в свете выхода второй части игры) дополнение о противостоянии взбесившимися роботами Железяками (англ. Claptrap) вместе с армией обычных врагов, переделанных в стиле Железяк и новой фракции — предположительно — компания «Hyperion». Также добавлены новые направления столбов перемещения (fast-travel). Список нововведений:
- Новые зоны для исследований;
- Новые враги, включая военные силы в подчинении Hyperion;
- Новые NPC;
- 2 дополнительных очка опыта;
- Увеличенный размер инвентаря;
- 20 новых миссий;
- Максимальный уровень повысился до 69-го.

## Системные требования

### PC[13]
|                      | Минимальные                       | Рекомендуемые                                         |
| -------------------- | --------------------------------- | ----------------------------------------------------- |
| CPU                  | Pentium 4 2.4 GHz/Athlon XP 2500+ | Core 2 Duo E6600 2.4 GHz/Athlon 64 X2 Dual Core 5200+ |
| GPU                  | GeForce 6800 XT/Radeon HD 2600 XT | GeForce GT 240/Radeon HD 3800 series                  |
| ОЗУ                  | 1 GB                              | 2 GB                                                  |
| Операционная система | Windows XP 32-bit                 | Windows XP 32-bit                                     |
| DirectX              | DirectX 9                         | DirectX 9                                             |
| Жёсткий диск         | 8 GB                              | 8 GB                                                  |

### Mac[14]
|                      | Минимальные                                                                                     |
| -------------------- | ----------------------------------------------------------------------------------------------- |
| CPU                  | Intel Core Duo 1.4 GHz                                                                          |
| GPU                  | NVIDIA GeForce 8600M GT, ATI Radeon HD 2400 XT или Intel HD Graphics 3000 со 128 MB видеопамяти |
| ОЗУ                  | 1 GB                                                                                            |
| Операционная система | Mac OS X 10.6.4                                                                                 |
| Жёсткий диск         | 10 GB                                                                                           |

## Отзывы

### Реакция критиков
| Сводный рейтинг       | Сводный рейтинг                           |
| Агрегатор             | Оценка                                    |
| --------------------- | ----------------------------------------- |
| GameRankings          | 85,96 % (X360) 83,98 % (PS3) 80,86 % (ПК) |
| Metacritic            | 84/100 (X360) 83/100 (PS3) 82/100 (PC)    |
| Иноязычные издания    |                                           |
| Издание               | Оценка                                    |
| GamePro               | 4,5/5                                     |
| GameSpot              | 8,5/10 (X360/PC) 8/10 (PS3)               |
| GameSpy               | 4/5                                       |
| GameTrailers          | 8,4/10                                    |
| IGN                   | 8,8/10                                    |
| OXM                   | 8,5/10                                    |
| TeamXbox              | 9/10                                      |
| Русскоязычные издания |                                           |
| Издание               | Оценка                                    |
| Absolute Games        | 50 %                                      |
| «Игромания»           | 7,5/10                                    |

Borderlands в целом была хорошо принята критиками, получила положительные отзывы и набрала в среднем счёт 85,84 % для Xbox 360 и 83,76 % для PlayStation 3 (по данным GameRankings). Джефф Герстманн из Giant Bomb дал Borderlands 4 звезды из 5, назвав её успешным шутером «там, где многие другие игры, вдохновлённые Diablo жалко провалились», но раскритиковал сюжет игры, назвав его толщину «с лист бумаги», и предсказуемый интеллект противников.
Чарльзу Оньетту из IGN игра показалась очень приятной, он дал Borderlands 8,8 баллов из 10 и награду «Выбор редактора». Ему понравились «прекрасные образы, настоящая механика RPG и крепкий игровой процесс шутера от первого лица». Также он отметил, что любителям ролевых игр понравится «управление предметами и охота за сокровищами», но ему понравился достаток умений персонажей.
Поскольку игра, по мнению журнала «Игромания», полностью раскрывается только в кооперативном режиме, она была названа sleeper-хитом 2009 года и по итогам года отмечена наградой «Кооператив года».

### Продажи
На конец декабря 2009, согласно финансовому отчёту компании-издателя игры Take-Two, продажи игры оценивались в 2 миллиона копий. К февралю 2010 эти цифры выросли до 3-х миллионов копий.
В начале марта 2012 года в официальном блоге Playstation опубликован список 10 игр, с самым большим количеством держателей платиновых трофеев в них, в который вошла Borderlands.
Летом 2018 года, благодаря уязвимости в защите Steam Web API, стало известно, что точное количество пользователей сервиса Steam, которые играли в игру хотя бы один раз, составляет 4 079 485 человек.

## Экранизация
В 2023 году стало известно о выходе первого фильма франшизы по серии игр Borderlands. Главные роли в картине исполнили Кейт Бланшетт, Кевин Харт и Джейми Ли Кертис. Режиссером выступил Элай Рот. В феврале 2024 года вышел первый трейлер экшн-фильма, а мировая премьера была анонсирована на 8 августа 2024 года.